# Dicraeosaurus
Dicraeosaurus (do latim "lagarto bifurcado", fazendo referência às bifurcações de suas espinhas neurais) é um gênero de dinossauro saurópode que viveu no fim do período Jurássico. Seus fósseis foram achados na Tanzânia.

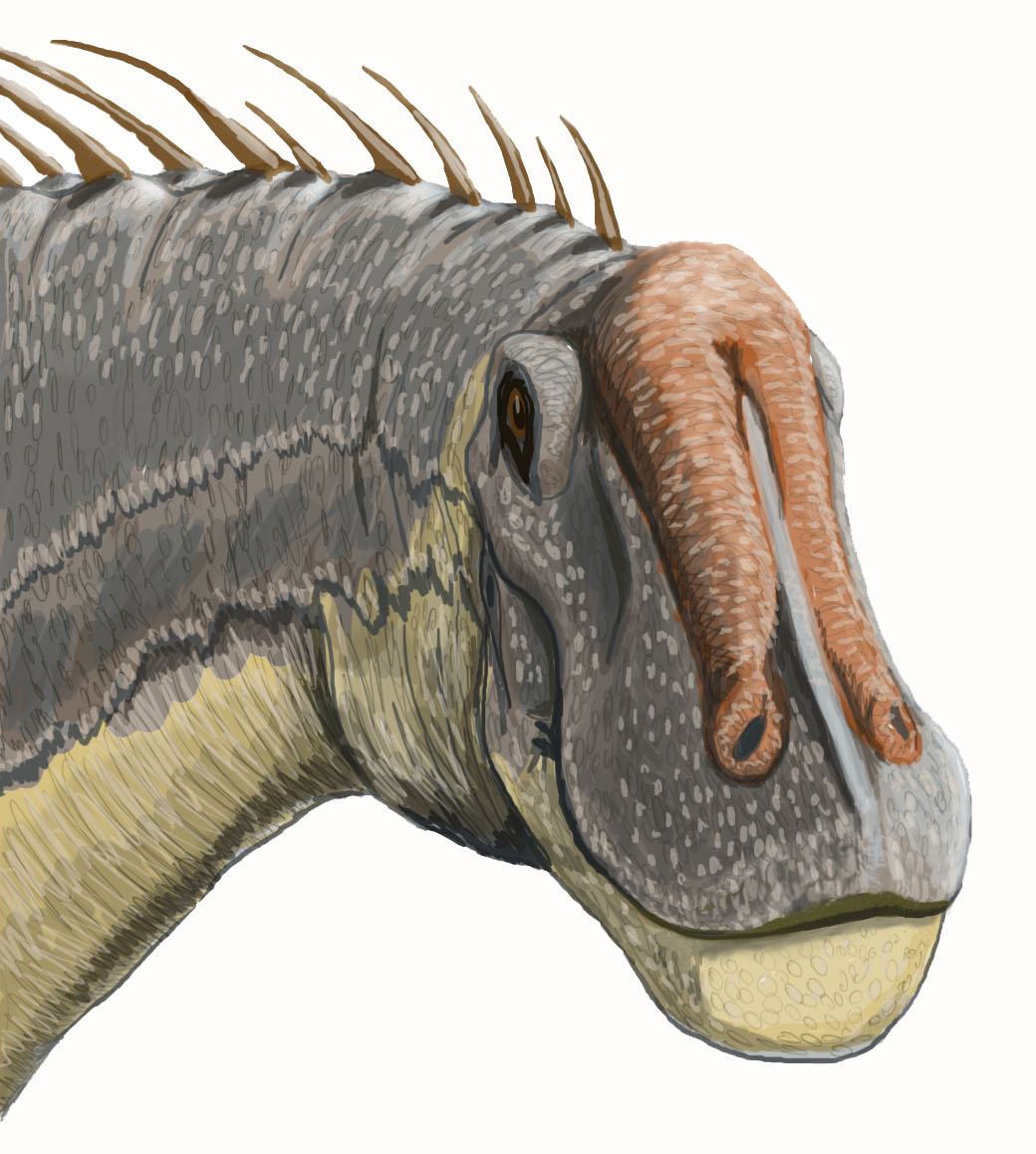
Ilustração paleoartística de um Dicraeosaurus.

Holtz deu um comprimento de 14 metros e um peso aproximado de um Elefante. Outras estimativas dão a D. hansemanni um peso de 12,8 toneladas.